# Jim Gibbons (politician)
Jim Gibbons (n. 3 august 1924 - d. 20 decembrie 1997) a fost un om politic irlandez, membru al Parlamentului European în perioada 1973-1977 din partea Irlandei. 
1. 1 2 3 4 5 6 7   https://www.oireachtas.ie/en/members/member/James-M-Gibbons.D.1957-03-20 Lipsește sau este vid: |title= (ajutor)
2. 1 2   http://www.assembly.coe.int/nw/xml/AssemblyList/MP-Details-EN.asp?MemberID=751 Lipsește sau este vid: |title= (ajutor)